# Ağrı (provins)

Karta över Turkiet med Ağrı markerat.

Ağrı (kurdiska: Agirî) är en provins i östligaste Turkiet. Den har totalt 511 238 invånare (2023) och en areal på 11 470 km². Provinshuvudstad är Ağrı.